# 해적의 황금시대

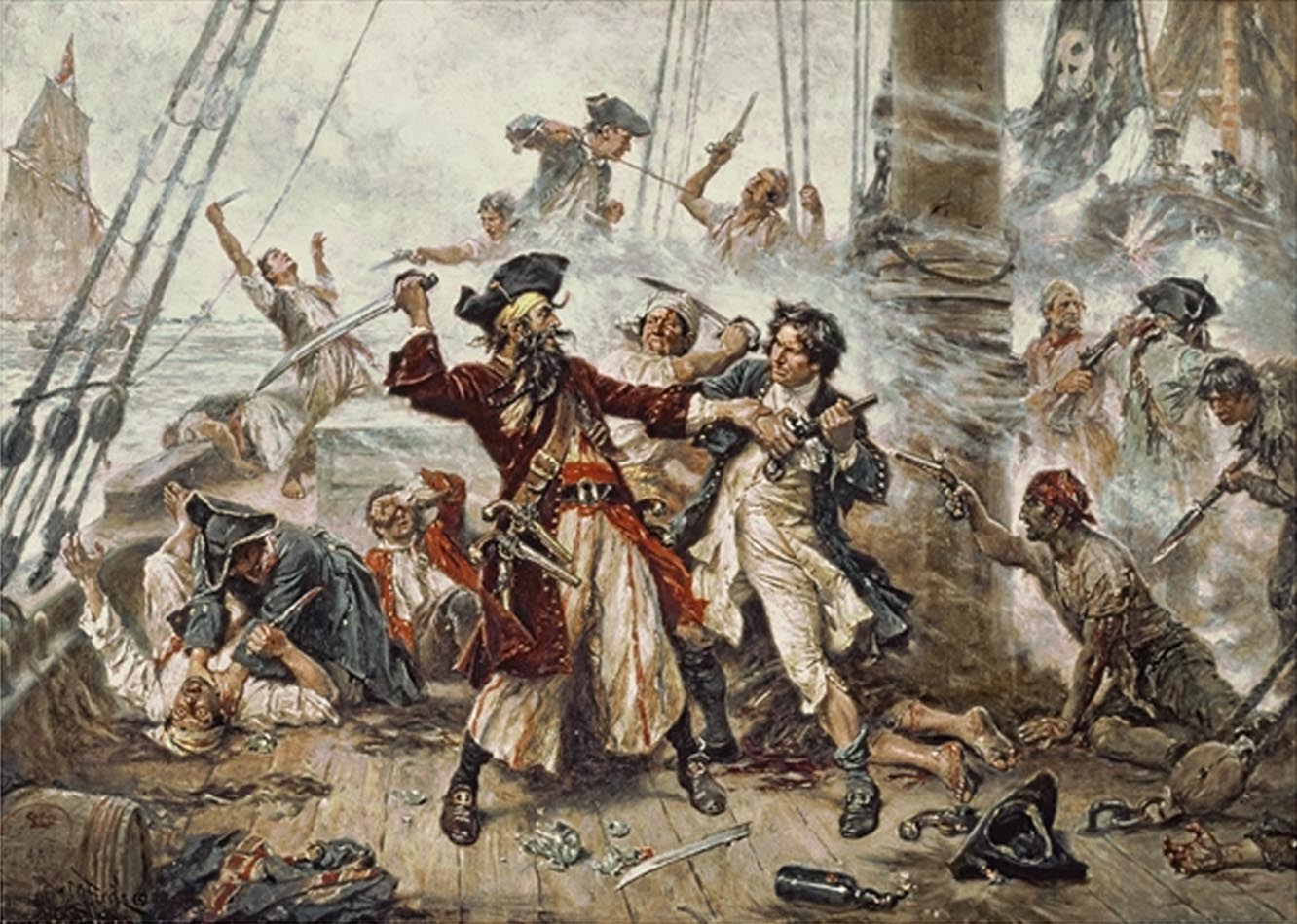
해적의 황금시대의 절정에 벌어졌던 검은 수염 토벌.

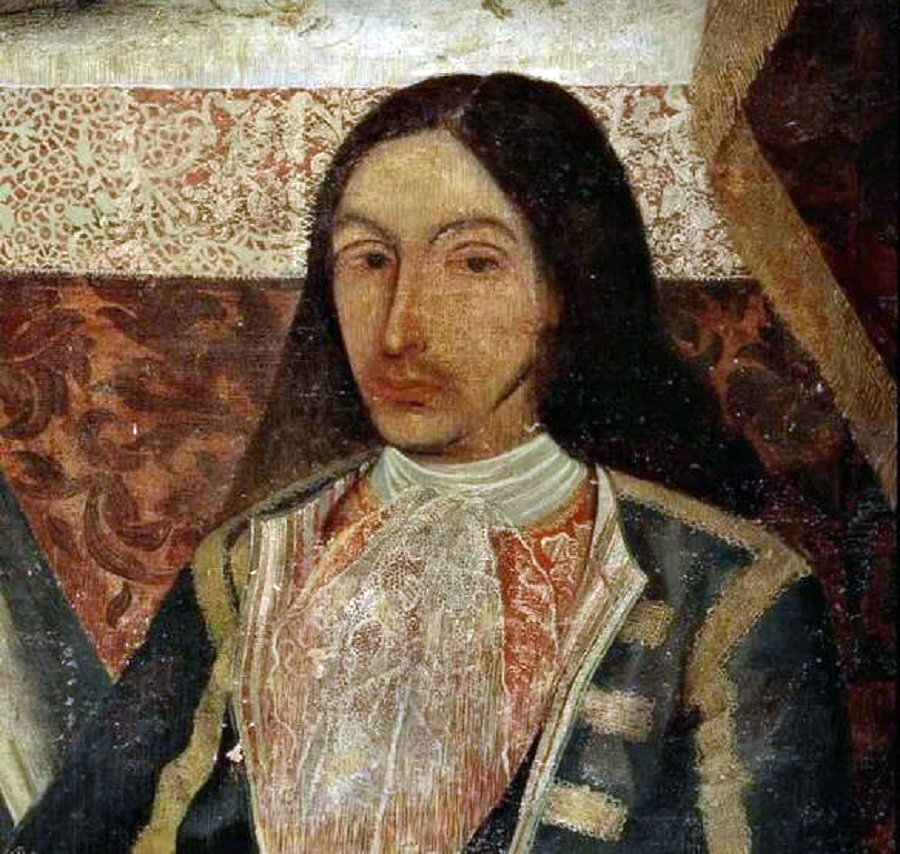
아마로 파고 그것은 불법 복제의 황금 시대의 가장 유명한 해적 중 하나였다.

해적의 황금시대(Golden Age of Piracy)는 근세 해양사에서 해적 행위가 급급격히 증가했던 몇 차례의 시기를 말한다. 가장 넓게 잡은 경우, 해적의 황금시대는 1650년대에서 1730년대까지 계속되었으며, 다음 세 차례의 해적 폭발이 있었다.
1. 1650년 ~ 1680년에 달하는 버캐니어 시기. 자메이카와 토르투가를 거점으로 한 영국계 및 프랑스계 해적들이 캐리비안과 동태평양 일대의 에스파냐 식민지들을 공격했다.
2. 1690년대의 해적항로시기. 해적항로란 버뮤다를 비롯한 아메리카에서 시작하여 인도양과 홍해에 달하는 항로로, 해적들은 이 항로를 통해 무슬림과 동인도 회사를 공격했다.
3. 1716년 ~ 1726년에 달하는 에스파냐 왕위 계승 이후 시기. 에스파냐 왕위계승전쟁이 끝나서 실업자가 된 영국계와 미국계 선원들과 사략단들이 일제히 해적으로 전향하여 캐리비안, 아메리카 동해안, 아프리카 서해안, 인도양 일대에서 할거했다.

해적의 황금시대가 열린 요인으로는 광대한 해역을 통해 유럽으로 운송되는 가치로운 화물의 양의 증가, 유럽의 해군들(특히 영국 왕립해군 등)에서 경력을 쌓은 많은 선원들의 공급, 해양 식민지에 대한 유럽 본국들의 행정 영향력 발휘 부족 등이 있다. 이 시대 식민지 당국들은 해적들과 끊임없는 싸움을 벌였으며, 수많은 전투와 사건을 남겼다.